# The Grifters
The Grifters (conocida como Los timadores en España, Los estafadores en México  y Ambiciones prohibidas en Argentina) es una película estadounidense de 1990 dirigida por Stephen Frears y producida por Martin Scorsese.

## Sinopsis
Timador profesional especializado en pequeños engaños, Roy Dillon es herido por un camarero que le sorprende estafándolo. Su madre, Lilly, empleada de un mafioso para el cual hace apuestas en carreras de caballos preparadas, viene a visitarle al hospital y se encuentra con la amante de este, Myra, una prostituta y antigua timadora que desea implicar a Roy en peligrosos timos de altos vuelos a pesar de la oposición de este. Entre las dos mujeres salta la enemistad y luego un feroz odio.

## Reparto
- Anjelica Huston: Lilly Dillon
- John Cusack: Roy Dillon
- Annette Bening: Myra Langtry
- Pat Hingle: Bobo Justus
- Jan Munroe: Guy at Bar
- Robert Weems: acetrack Announcer
- Stephen Tobolowsky: Jeweler
- Jimmy Noonan: Bartender
- Richard Holden: Cop
- Henry Jones: Simms
- Michael Laskin: Irv
- Eddie Jones: Mintz
- Sandy Baron: Doctor
- Lou Hancock: Nurse
- Gailard Sartain: Joe
- Noelle Harling: Nurse Carol Flynn
- Steve Buscemi - Kaggs (escenas eliminadas)[1]

## Comentarios
El guion es del escritor especializado en novela negra Donald E. Westlake, quien adapta una obra del mismo género del clásico Jim Thompson. Comienza con un hábil triple montaje paralelo que ofrece un travelling de cada uno de los tres actores principales repartido en tres secciones de la pantalla hasta que confluyen en un triple primer plano ante el espectador. La obra alcanzó cuatro nominaciones a los Óscar de 1990, a la mejor dirección, a la mejor actriz protagonista, a la mejor actriz secundaria y al mejor guion adaptado. Obtuvo dos Independent Spirit Awards de 1991 al mejor filme y a la mejor actriz protagonista (Anjelica Huston). Los caracteres está muy bien definidos; la historia es muy cruda y tiene algo de tragedia griega a través de la compleja relación que el protagonista guarda con su madre, que se encuentra ya en la densa novela original y el particular mundo novelístico de Jim Thompson.

## Premios

### Premios Oscar
| Año  | Categoría               | Candidato          | Resultado |
| ---- | ----------------------- | ------------------ | --------- |
| 1990 | Mejor Director          | Stephen Frears     | Candidato |
| 1990 | Mejor Actriz            | Anjelica Huston    | Candidata |
| 1990 | Mejor Actriz de Reparto | Annette Bening     | Candidata |
| 1990 | Mejor Guion Adaptado    | Donald E. Westlake | Candidata |

### Premios Globos de Oro
| Año  | Categoría            | Candidato       | Resultado |
| ---- | -------------------- | --------------- | --------- |
| 1990 | Mejor Actriz - Drama | Anjelica Huston | Candidata |